# Omagua fitchi
Omagua fitchi är en insektsart som först beskrevs av Victor Antoine Signoret 1855.  Omagua fitchi ingår i släktet Omagua och familjen dvärgstritar. Inga underarter finns listade i Catalogue of Life.